# Egitto ai Giochi della XXXI Olimpiade
L'Egitto ha partecipato ai Giochi della XXXI Olimpiade, che si sono svolte a Rio de Janeiro, Brasile, dal 5 al 21 agosto 2016.
Dalla prima apparizione, ai giochi del 1912, atleti egiziani hanno sempre preso parte ai giochi, ad eccezione delle edizioni del 1932 e del 1980, quando il Comitato Olimpico Egiziano aderì al boicottaggio promosso dagli Stati Uniti.
La delegazione egiziana a questa edizione delle Olimpiadi è stata la più ampia della storia olimpica dell'Egitto, con 120 atleti (83 uomini e 37 donne) impegnati in 22 discipline.
Delle tre medaglie di bronzo conquistate a Rio, due sono arrivate da atlete donne: si è trattato delle prime medaglie femminili conquistate nei 102 anni di partecipazione ai Giochi dell'Egitto.

## Medaglie
| Riepilogo quotidiano | Riepilogo quotidiano | Riepilogo quotidiano | Riepilogo quotidiano | Riepilogo quotidiano | Riepilogo quotidiano | Riepilogo quotidiano |
| -------------------- | -------------------- | -------------------- | -------------------- | -------------------- | -------------------- | -------------------- |
| Giorno               | Data                 |                      |                      |                      | Totale               |                      |
| 1º                   | 6                    | 0                    | 0                    | 0                    | 0                    |                      |
| 2º                   | 7                    | 0                    | 0                    | 0                    | 0                    |                      |
| 3º                   | 8                    | 0                    | 0                    | 0                    | 0                    |                      |
| 4º                   | 9                    | 0                    | 0                    | 0                    | 0                    |                      |
| 5º                   | 10                   | 0                    | 0                    | 2                    | 2                    |                      |
| 6º                   | 11                   | 0                    | 0                    | 0                    | 0                    |                      |
| 7º                   | 12                   | 0                    | 0                    | 0                    | 0                    |                      |
| 8º                   | 13                   | 0                    | 0                    | 0                    | 0                    |                      |
| 9º                   | 14                   | 0                    | 0                    | 0                    | 0                    |                      |
| 10º                  | 15                   | 0                    | 0                    | 0                    | 0                    |                      |
| 11º                  | 16                   | 0                    | 0                    | 0                    | 0                    |                      |
| 12º                  | 17                   | 0                    | 0                    | 0                    | 0                    |                      |
| 13º                  | 18                   | 0                    | 0                    | 1                    | 1                    |                      |
| 14º                  | 19                   | 0                    | 0                    | 0                    | 0                    |                      |
| 15º                  | 20                   | 0                    | 0                    | 0                    | 0                    |                      |
| 16º                  | 21                   | 0                    | 0                    | 0                    | 0                    |                      |
| Totale               | Totale               | 0                    | 0                    | 3                    | 3                    |                      |

### Medagliere per disciplina
| Sport             | Oro | Argento | Bronzo | Totale |
| ----------------- | --- | ------- | ------ | ------ |
| Sollevamento pesi | 0   | 0       | 2      | 2      |
| Taekwondo         | 0   | 0       | 1      | 1      |
| Totale            | 0   | 0       | 3      | 3      |

### Medagliati
| Medaglia | Nome         | Sport             | Evento          | Data      |
| -------- | ------------ | ----------------- | --------------- | --------- |
| Bronzo   | Mohamed Ihab | Sollevamento pesi | 77 kg maschile  | 10 agosto |
| Bronzo   | Sara Ahmed   | Sollevamento pesi | 69 kg femminile | 10 agosto |
| Bronzo   | Hedaya Malak | Taekwondo         | 57 kg femminile | 18 agosto |

## Risultati

### Atletica leggera
Maschile
Eventi su pista e strada
| Atleta         | Evento      | Batteria     | Batteria     | Semifinale  | Semifinale  | Finale      | Finale      |
| Atleta         | Evento      | Risultato    | Posizione    | Risultato   | Posizione   | Risultato   | Posizione   |
| -------------- | ----------- | ------------ | ------------ | ----------- | ----------- | ----------- | ----------- |
| Anas Beshr     | 400 m piani | squalificato | squalificato | non qualif. | non qualif. | non qualif. | non qualif. |
| Hamada Mohamed | 800 m piani | 1:46.65      | 4 q          | 1:48.17     | 8           | non qualif. | non qualif. |

Eventi su campo
| Atleta                 | Evento              | Qualifica | Qualifica | Finale      | Finale      |
| Atleta                 | Evento              | Misura    | Posizione | Misura      | Posizione   |
| ---------------------- | ------------------- | --------- | --------- | ----------- | ----------- |
| Mohamed Mahmoud Hassan | Lancio del martello | 69.87     | 26        | non qualif. | non qualif. |

Femminile
Eventi su pista e strada
| Atleta             | Evento      | Batteria  | Batteria  | Semifinale  | Semifinale  | Finale      | Finale      |
| Atleta             | Evento      | Risultato | Posizione | Risultato   | Posizione   | Risultato   | Posizione   |
| ------------------ | ----------- | --------- | --------- | ----------- | ----------- | ----------- | ----------- |
| Fatma El-Shernoubi | 800 m piani | 2:21.24   | 8         | non qualif. | non qualif. | non qualif. | non qualif. |

### Beach volley
La partecipazione della squadra femminile di beach volley è stata ottenuta con la vittoria nella Beach Volleyball Continental Cup in Nigeria: si tratta della prima partecipazione di una squadra egiziana in questa disciplina.
Femminile
| Atleta                       | Evento | Gironi di qualificazione | Posizione | Ottavi di finale     | Quarti di finale     | Semifinale           | Finale               | Finale      |
| Atleta                       | Evento | Avversario Punteggio | Posizione | Avversario Punteggio | Avversario Punteggio | Avversario Punteggio | Avversario Punteggio | Posizione   |
| ---------------------------- | ------ | --- | --------- | -------------------- | -------------------- | -------------------- | -------------------- | ----------- |
| Doaa El-Ghobashy Nada Meawad | Donne  | Girone D Laura Ludwig – Kira Walkenhorst L 0 – 2 (12–21, 15–21) Laura Giombini – Marta Menegatti L 0 – 2 (10–21, 13–21) Jamie Broder – Kristina Valjas L 0 – 2 (12–21, 16–21) | 4         | non qualif.          | non qualif.          | non qualif.          | non qualif.          | non qualif. |

### Canoa/Kayak

#### Velocità
| Atleta          | Evento              | Batteria | Batteria   | Semifinale  | Semifinale  | Finale      | Finale      |
| Atleta          | Evento              | Tempo    | Classifica | Tempo       | Classifica  | Tempo       | Classifica  |
| --------------- | ------------------- | -------- | ---------- | ----------- | ----------- | ----------- | ----------- |
| Karim Elsayed   | K-1 200 m maschile  | 37"294   | 7          | non qualif. | non qualif. | non qualif. | non qualif. |
| Menatalla Karim | K-1 200 m femminile | 49"596   | 7          | non qualif. | non qualif. | non qualif. | non qualif. |

### Canottaggio
| FA   | Qualificato in finale A (per le medaglie)     |
| FB   | Qualificato in finale B (non per le medaglie) |
| FC   | Qualificato in finale C (non per le medaglie) |
| FD   | Qualificato in finale D (non per le medaglie) |
| FE   | Qualificato in finale E (non per le medaglie) |
| FF   | Qualificato in finale F (non per le medaglie) |
| SA/B | Semifinali A/B                                |
| SC/D | Semifinali C/D                                |
| SE/F | Semifinali E/F                                |
| QF   | Qualificato ai quarti di finale               |
| R    | Ripescaggio                                   |

Maschile
| Atleta               | Evento  | Batteria | Batteria  | Ripescaggio | Ripescaggio | Quarti  | Quarti    | Semifinali | Semifinali | Finale  | Finale    |
| Atleta               | Evento  | Tempo    | Posizione | Tempo       | Posizione   | Tempo   | Posizione | Tempo      | Posizione  | Tempo   | Posizione |
| -------------------- | ------- | -------- | --------- | ----------- | ----------- | ------- | --------- | ---------- | ---------- | ------- | --------- |
| Abdelkhalek El-Banna | Singolo | 7:34.05  | 3º QF     | Bye         | Bye         | 6:50.82 | 3º SA/B   | 7:13.55    | 5º FB      | 6:54.94 | 10º       |

Femminile
| Atleta     | Evento  | Batteria | Batteria  | Ripescaggio | Ripescaggio | Quarti  | Quarti    | Semifinali | Semifinali | Finale  | Finale    |
| Atleta     | Evento  | Tempo    | Posizione | Tempo       | Posizione   | Tempo   | Posizione | Tempo      | Posizione  | Tempo   | Posizione |
| ---------- | ------- | -------- | --------- | ----------- | ----------- | ------- | --------- | ---------- | ---------- | ------- | --------- |
| Nadia Negm | Singolo | 9:14.55  | 3º QF     | Bye         | Bye         | 8:25.75 | 6º SC/D   | 8:39.50    | 6º FD      | 8:09.47 | 24º       |

### Ciclismo

#### Ciclismo su pista
Velocità
| Atleta           | Evento             | Qualifiche           | Qualifiche | Round 1                         | Ripescaggio 1                   | Round 2                         | Ripescaggio 2                   | Quarti                          | Semifinali                      | Finale                          | Finale          |
| Atleta           | Evento             | Time Velocità (km/h) | Rank       | Avversario Time Velocità (km/h) | Avversario Time Velocità (km/h) | Avversario Time Velocità (km/h) | Avversario Time Velocità (km/h) | Avversario Time Velocità (km/h) | Avversario Time Velocità (km/h) | Avversario Time Velocità (km/h) | Posizione       |
| ---------------- | ------------------ | -------------------- | ---------- | ------------------------------- | ------------------------------- | ------------------------------- | ------------------------------- | ------------------------------- | ------------------------------- | ------------------------------- | --------------- |
| Ebtissam Mohamed | Velocità femminile | 12.920 55.727        | 27         | Non qualificato                 | Non qualificato                 | Non qualificato                 | Non qualificato                 | Non qualificato                 | Non qualificato                 | Non qualificato                 | Non qualificato |

### Equitazione

#### Salto ostacoli
| Atleta          | Cavallo | Gara        | Qualificazione | Qualificazione | Qualificazione | Qualificazione | Qualificazione | Qualificazione | Qualificazione | Qualificazione | Finale          | Finale          | Finale          | Finale          | Finale          | Totale          | Totale          |                 |
| Atleta          | Cavallo | Gara        | Round 1        | Round 1        | Round 2        | Round 2        | Round 2        | Round 3        | Round 3        | Round 3        | Round A         | Round A         | Round B         | Round B         | Round B         | Totale          | Totale          |                 |
| Atleta          | Cavallo | Gara        | Penalità       | Posizione      | Penalità       | Totale         | Posizione      | Penalità       | Totale         | Posizione      | Penalità        | Posizione       | Penalità        | Totale          | Posizione       | Penalità        | Posizione       |                 |
| --------------- | ------- | ----------- | -------------- | -------------- | -------------- | -------------- | -------------- | -------------- | -------------- | -------------- | --------------- | --------------- | --------------- | --------------- | --------------- | --------------- | --------------- | --------------- |
| Karim El-Zoghby | Amelia  | Individuale | 0              | 1º Q           | 9              | 9              | 42º Q          | 9              | 18             | 40º            | non qualificato | non qualificato | non qualificato | non qualificato | non qualificato | non qualificato | non qualificato | non qualificato |

### Ginnastica

#### Ginnastica artistica
Femminile
| Atleta           | Evento       | Qualificazione | Qualificazione | Finale          | Finale          |
| Atleta           | Evento       | Punteggio      | Posizione      | Punteggio       | Posizione       |
| ---------------- | ------------ | -------------- | -------------- | --------------- | --------------- |
| Sherine El-Zeiny | Corpo libero | 12.533         | 69ª            | non qualificato | non qualificato |

### Judo
Maschile
| Atleta             | Evento  | Preliminari          | 16-esimi                      | Ottavi                     | Quarti                  | Semifinali           | Ripescaggio          | Med. bronzo          | Finale               | Posizione       |
| Atleta             | Evento  | Avversario Risultato | Avversario Risultato          | Avversario Risultato       | Avversario Risultato    | Avversario Risultato | Avversario Risultato | Avversario Risultato | Avversario Risultato | Posizione       |
| ------------------ | ------- | -------------------- | ----------------------------- | -------------------------- | ----------------------- | -------------------- | -------------------- | -------------------- | -------------------- | --------------- |
| Ahmed Abelrahman   | −60 kg  | Bye                  | Bestaev (KGZ) P (0-101)       | non qualificato            | non qualificato         | non qualificato      | non qualificato      | non qualificato      | non qualificato      | non qualificato |
| Mohamed Mohy Eldin | −73 kg  | Bye                  | Odbayar (MGL) P (1-100)       | non qualificato            | non qualificato         | non qualificato      | non qualificato      | non qualificato      | non qualificato      | non qualificato |
| Mohamed Abdelaal   | −81 kg  | Bye                  | Uuganbaatar (MGL) V (101-100) | Khalmurzaev (RUS) P (0-10) | non qualificato         | non qualificato      | non qualificato      | non qualificato      | non qualificato      | non qualificato |
| Ramadan Darwish    | −100 kg | Bye                  | Dugasse (SEY) V (100-0)       | Armenteros (CUB) V (1-0)   | Gasimov (AZE) P (0-100) | Bye                  | Frey (GER) P (0-100) | non qualificato      | non qualificato      | 7ª              |
| Islam El Shehaby   | +100 kg | Bye                  | Sasson (ISR) P (0-100)        | non qualificato            | non qualificato         | non qualificato      | non qualificato      | non qualificato      | non qualificato      | non qualificato |

### Lotta

#### Lotta libera
Maschile
| Mohamed Zaghloul | −86 kg  | Bye | Bye                  | Ceballos (VEN) P (0-3) | non qualificato | non qualificato | non qualificato      | non qualificato | non qualificato | non qualificato | non qualificato |                 |
| Diaaeldin Kamal  | −125 kg | Bye | Chebbi (TUN) V (4-0) | Ghasemi (IRI) P (0-3)  | Bye             | Bye             | Jarvis (CAN) P (0-3) | non qualificato | non qualificato | non qualificato | non qualificato | non qualificato |

Femminile
| Atleta          | Evento | Qualificazione       | Sedicesimi           | Ottavi               | Quarti                 | Semifinali              | Ripescaggio Turno 1  | Ripescaggio Turno 2  | Finale                  | Pos.            |
| Atleta          | Evento | Avversario Risultato | Avversario Risultato | Avversario Risultato | Avversario Risultato   | Avversario Risultato    | Avversario Risultato | Avversario Risultato | Avversario Risultato    | Pos.            |
| --------------- | ------ | -------------------- | -------------------- | -------------------- | ---------------------- | ----------------------- | -------------------- | -------------------- | ----------------------- | --------------- |
| Enas Mostafa    | −69 kg | Bye                  | Bye                  | Acosta (VEN) V (3-1) | Oliveira (BRA) V (5-0) | Vorobieva (RUS) P (0-5) | Bye                  | Bye                  | Syzdykova (KAZ) P (1-3) | 5               |
| Diaaeldin Kamal | −75 kg | Bye                  | Bukina (RUS) P (1-3) | non qualificato      | non qualificato        | non qualificato         | non qualificato      | non qualificato      | non qualificato         | non qualificato |

#### Lotta greco-romana
Maschile
| Haithem Mahmoud   | −59 kg  | Bye | Bye                       | Yu (PRK) P (1-3)              | non qualificato | non qualificato | non qualificato | non qualificato         | non qualificato | non qualificato | non qualificato |                 |
| Adham Ahmed Saleh | −66 kg  | Bye | Bye                       | Harutyunyan (ARM) P (0-4)     | Bye             | Bye             | Bye             | Ryu (KOR) P (0-3)       | non qualificato | non qualificato | non qualificato | non qualificato |
| Mahmoud Fawzy     | −75 kg  | Bye | Mursaliyev (AZE) P (1-3)  | non qualificato               | non qualificato | non qualificato | non qualificato | non qualificato         | non qualificato | non qualificato | non qualificato |                 |
| Ahmed Othman      | −85 kg  | Bye | Bye                       | Beleniuk (UKR) P (0-4)        | Bye             | Bye             | Bye             | Bayryakov (BUL) P (1-3) | non qualificato | non qualificato | non qualificato | non qualificato |
| Hamdy El-Said     | −98 kg  | Bye | Bye                       | Alexuc-Ciurariu (ROU) P (1-3) | non qualificato | non qualificato | non qualificato | non qualificato         | non qualificato | non qualificato | non qualificato | non qualificato |
| Mahmoud Fawzy     | −130 kg | Bye | Chernetskyi (UKR) P (0-4) | non qualificato               | non qualificato | non qualificato | non qualificato | non qualificato         | non qualificato | non qualificato | non qualificato |                 |

### Nuoto
| Atleta           | Evento              | Batterie | Batterie   | Semifinali      | Semifinali      | Finale          | Finale          |
| Atleta           | Evento              | Tempo    | Classifica | Tempo           | Classifica      | Tempo           | Classifica      |
| ---------------- | ------------------- | -------- | ---------- | --------------- | --------------- | --------------- | --------------- |
| Ahmed Akram      | 400 m stile libero  | 3:49"46  | 27°        | N.D.            | N.D.            | non qualificato | non qualificato |
| Ahmed Akram      | 1500 m stile libero | 14:58.37 | 11º        | N.D.            | N.D.            | non qualificato | non qualificato |
| Marwan El-Amrawy | 10 km               | N.D.     | N.D.       | N.D.            | N.D.            | 1:59:17"2       | 23º             |
| Marwan Elkamash  | 400 m stile libero  | 3:47"43  | 16º        | N.D.            | N.D.            | non qualificato | non qualificato |
| Marwan Elkamash  | 200 m stile libero  | 1:47"52  | 24º        | non qualificato | non qualificato | non qualificato | non qualificato |
| Mohamed Hussein  | 200 m misti         | 2:02"36  | 25º        | non qualificato | non qualificato | non qualificato | non qualificato |
| Ali Khalafalla   | 50 m stile libero   | 22"25 NR | 23º        | non qualificato | non qualificato | non qualificato | non qualificato |

| Atleta       | Evento            | Batterie | Batterie   | Semifinali      | Semifinali      | Finale          | Finale          |
| Atleta       | Evento            | Tempo    | Classifica | Tempo           | Classifica      | Tempo           | Classifica      |
| ------------ | ----------------- | -------- | ---------- | --------------- | --------------- | --------------- | --------------- |
| Farida Osman | 100 m farfalla    | 57"83 AF | 11ª Q      | 58"26           | 11ª             | non qualificata | non qualificata |
| Farida Osman | 50 m stile libero | 24"91    | 18ª        | non qualificata | non qualificata | non qualificata | non qualificata |
| Reem Kaseem  | 10 km             | N.D.     | N.D.       | N.D.            | N.D.            | 2:05:19.1       | 5ª              |

### Nuoto sincronizzato
| Atleta | Evento  | Qualificazioni    | Qualificazioni   | Qualificazioni | Qualificazioni | Finale            | Finale           | Finale          | Finale          |
| Atleta | Evento  | Programma tecnico | Programma libero | Punti totali   | Posizione      | Programma tecnico | Programma libero | Punti totali    | Posizione       |
| --- | ------- | ----------------- | ---------------- | -------------- | -------------- | ----------------- | ---------------- | --------------- | --------------- |
| Samia Ahmed Dara Hassanien | Duo     | 76.5306           | 77.600           | 154.1306       | 23ª            | non qualificato   | non qualificato  | non qualificato | non qualificato |
| Nariman Abdelhafiz Leila Abdelmoez Samia Ahmed Nour El-Ayoubi Jomana El-Maghrabi Dara Hassanien Salma Negmeldin Nada Saafan Nehal Saafan | Squadre | N.D.              | N.D.             | N.D.           | N.D.           | 76.9838           | 78.5667          | 155.5505        | 7º              |

### Pallamano
Fase a Gironi
Gruppo B
 Risultati
| Rio de Janeiro 7 agosto 2016, ore 21:50 UTC-3 | Slovenia          | 27 – 26 (15-15) referto | Egitto | Arena do Futuro\| Arbitro: \| Pálsson, Elíasson \| |
| Arbitro:                                      | Pálsson, Elíasson |                         |        |                                                    |

| Rio de Janeiro 9 agosto 2016, ore 19:50 UTC-3 | Egitto                                 | 26 – 25 (12-13) referto | Svezia | Arena do Futuro\| Arbitro: \| Mousaviyan Nazhad Sadeghi, Kolahdouzan \| |
| Arbitro:                                      | Mousaviyan Nazhad Sadeghi, Kolahdouzan |                         |        |                                                                         |

| Rio de Janeiro 11 agosto 2016, ore 11:30 UTC-3 | Polonia         | 33 – 25 (16-10) referto | Egitto | Arena do Futuro\| Arbitro: \| Santos, Fonseca \| |
| Arbitro:                                       | Santos, Fonseca |                         |        |                                                  |

| Rio de Janeiro 13 agosto 2016, ore 16:40 UTC-3 | Egitto   | 27 – 27 (15-13) referto | Brasile | Arena do Futuro\| Arbitro: \| Lah, Sok \| |
| Arbitro:                                       | Lah, Sok |                         |         |                                           |

| Rio de Janeiro 15 agosto 2016, ore 11:30 UTC-3 | Germania        | 31 – 25 (15-12) referto | Egitto | Arena do Futuro\| Arbitro: \| Hansen, Gjeding \| |
| Arbitro:                                       | Hansen, Gjeding |                         |        |                                                  |

Classifica
| Squadra  | Pt | G | V | N | P | PF  | PS  | DP  |
| -------- | -- | - | - | - | - | --- | --- | --- |
| Germania | 8  | 5 | 4 | 0 | 1 | 153 | 141 | +12 |
| Slovenia | 8  | 5 | 4 | 0 | 1 | 137 | 126 | +11 |
| Brasile  | 5  | 5 | 2 | 1 | 2 | 141 | 150 | -9  |
| Polonia  | 4  | 5 | 2 | 0 | 3 | 139 | 140 | -1  |
| Egitto   | 3  | 5 | 1 | 1 | 3 | 129 | 143 | -14 |
| Svezia   | 2  | 5 | 1 | 0 | 4 | 132 | 131 | +31 |

### Pallavolo

#### Maschile
Rosa
| N° | Nome                | Ruolo | Data di nascita  | Squadra |
| -- | ------------------- | ----- | ---------------- | ------- |
| -  | Sherif El Shemerly  | All   | -                | -       |
| 3  | Abd Elhalim         | C     | 3 giugno 1989    | Al-Ahly |
| 4  | Ahmed Abdelhay      | S/O   | 19 agosto 1984   | Army SC |
| 6  | Mamdouh Abdelrehim  | C     | 5 agosto 1989    | Army SC |
| 7  | Ashraf Abouelhassan | P     | 17 maggio 1975   | Zamalek |
| 8  | Mohamed Thakil      | S     | 12 luglio 1986   | Army SC |
| 10 | Mohamed Masoud      | C     | 1º maggio 1994   | Smouha  |
| 11 | Ahmed Afifi         | S     | 30 marzo 1988    | Zamalek |
| 12 | Hossam Abdalla      | P     | 16 febbraio 1988 | Al-Ahly |
| 13 | Mohamed Badawy      | S     | 11 gennaio 1986  | Zamalek |
| 14 | Omar Hassan         | S     | 4 aprile 1991    | Army SC |
| 15 | Ahmed Elkotb        | S/O   | 23 luglio 1991   | Al-Ahly |
| 22 | Ahmed Abdelaal      | L     | 8 giugno 1989    | Army SC |

Fase a gironi - Gruppo A
| 7 agosto 2016 Ginásio do Maracanãzinho, Rio de Janeiro Durata: 1h:11 - Spettatori: 5 658  | Polonia   | 3 - 0 | Egitto | 25-18, 25-20, 25-17 |
| 9 agosto 2016 Ginásio do Maracanãzinho, Rio de Janeiro Durata: 1h:06 - Spettatori: 5 016  | Cuba      | 0 - 3 | Egitto | 22-25, 15-25, 22-25 |
| 11 agosto 2016 Ginásio do Maracanãzinho, Rio de Janeiro Durata: 0h:54 - Spettatori: 6 665 | Russia    | 3 - 0 | Egitto | 25-11, 25-17, 25-9  |
| 13 agosto 2016 Ginásio do Maracanãzinho, Rio de Janeiro Durata: 1h:19 - Spettatori: 6 262 | Iran      | 3 - 0 | Egitto | 28-26, 25-22, 25-16 |
| 15 agosto 2016 Ginásio do Maracanãzinho, Rio de Janeiro Durata: 1h:08 - Spettatori: 8 175 | Argentina | 3 - 0 | Egitto | 25-16, 25-19, 25-20 |

##### Classifica
| Pos | Squadra   | Pt | G | V | P | SV | SP | Ratio | PF  | PS  | Ratio |
| --- | --------- | -- | - | - | - | -- | -- | ----- | --- | --- | ----- |
| 1   | Argentina | 12 | 5 | 4 | 1 | 12 | 4  | 3.000 | 394 | 335 | 1.176 |
| 2   | Polonia   | 12 | 5 | 4 | 1 | 14 | 5  | 2.800 | 447 | 389 | 1.149 |
| 3   | Russia    | 11 | 5 | 4 | 1 | 13 | 6  | 2.166 | 432 | 367 | 1.177 |
| 4   | Iran      | 7  | 5 | 2 | 3 | 8  | 9  | 0.888 | 389 | 392 | 0.992 |
| 5   | Egitto    | 3  | 5 | 1 | 4 | 3  | 12 | 0.250 | 286 | 362 | 0.790 |
| 6   | Cuba      | 0  | 5 | 0 | 5 | 1  | 15 | 0.066 | 300 | 403 | 0.744 |

### Pentathlon moderno
| Atleta         | Evento         | Scherma     | Scherma   | Scherma  | Nuoto   | Nuoto     | Nuoto    | Equitazione | Equitazione | Equitazione | Combinato: corsa/pistola | Combinato: corsa/pistola | Combinato: corsa/pistola | Totale | Posizione finale |
| Atleta         | Evento         | Risultati   | Posizione | PM punti | Tempo   | Posizione | PM punti | Penalità    | Posizione   | Punti PM    | Tempo                    | Posizione                | Punti PM                 | Totale | Posizione finale |
| -------------- | -------------- | ----------- | --------- | -------- | ------- | --------- | -------- | ----------- | ----------- | ----------- | ------------------------ | ------------------------ | ------------------------ | ------ | ---------------- |
| Amro el-Geziry | Gara maschile  | V: 18 P: 17 | 18º       | 208      | 1:55.80 | 2º        | 352      | 9           | 10º         | 291         | 12:39.19                 | 35º                      | 541                      | 1393   | 25º              |
| Omar El-Geziry | Gara maschile  | V: 23 P: 21 | 18º       | 208      | 2:03.62 | 15º       | 330      | 38          | 18º         | 265         | 12:11.94                 | 33º                      | 569                      | 1403   | 23º              |
| Haydy Morsy    | Gara femminile | V: 14 P: 21 | 32ª       | 184      | 2:26.11 | 36ª       | 232      | EL          | 31ª         | 0           | 13:24.93                 | 28ª                      | 496                      | 942    | 36               |

### Pugilato
Maschile
| Atleta              | Evento            | Trentaduesimi          | Sedicesimi             | Ottavi di finale        | Quarti di finale     | Semifinali           | Finale               | Pos.            |
| Atleta              | Evento            | Avversario Risultato   | Avversario Risultato   | Avversario Risultato    | Avversario Risultato | Avversario Risultato | Avversario Risultato | Pos.            |
| ------------------- | ----------------- | ---------------------- | ---------------------- | ----------------------- | -------------------- | -------------------- | -------------------- | --------------- |
| Mahmoud Abdelaal    | Pesi leggeri      | Benbaziz (ALG) P (0-3) | non qualificato        | non qualificato         | non qualificato      | non qualificato      | non qualificato      | non qualificato |
| Walid Sedik Mohamed | Pesi welter       | Kelly (GBR) P (0-3)    | non qualificato        | non qualificato         | non qualificato      | non qualificato      | non qualificato      | non qualificato |
| Hosam Abdin         | Pesi medi         | Clair (MRI) V (3-0)    | Ntsengue (CMR) V (3-0) | Rodríguez (MEX) P (0-3) | non qualificato      | non qualificato      | non qualificato      | non qualificato |
| Abdelrahman Salah   | Pesi mediomassimi | Sep (CRO) P (1-2)      | non qualificato        | non qualificato         | non qualificato      | non qualificato      | non qualificato      | non qualificato |

### Scherma
Maschile
| Atleta                                          | Evento               | Trentaduesimi        | Sedicesimi                 | Ottavi di finale         | Quarti di finale                      | Semifinali           | Finale               | Pos.            |                 |                 |
| Atleta                                          | Evento               | Avversario Risultato | Avversario Risultato       | Avversario Risultato     | Avversario Risultato                  | Avversario Risultato | Avversario Risultato | Pos.            |                 |                 |
| ----------------------------------------------- | -------------------- | -------------------- | -------------------------- | ------------------------ | ------------------------------------- | -------------------- | -------------------- | --------------- | --------------- | --------------- |
| Ayman Fayez                                     | Spada individuale    | Bye                  | Limardo (VEN) V (15-5)     | Grumier (FRA) P (9-15)   | non qualificato                       | non qualificato      | non qualificato      | non qualificato |                 |                 |
| Alaaeldin Abouelkassem                          | Fioretto individuale | Bye                  | Choupenitch (CZE) V (15-8) | Garozzo (ITA) P (13-15)  | non qualificato                       | non qualificato      | non qualificato      | non qualificato |                 |                 |
| Tarek Ayad                                      | Fioretto individuale | Bye                  | Garozzo (ITA) P (8-15)     | non qualificato          | non qualificato                       | non qualificato      | non qualificato      | non qualificato |                 |                 |
| Mohamed Essam                                   | Fioretto individuale | Bye                  | Marques (BRA) V (15-8)     | Massialas (USA) P (7-15) | non qualificato                       | non qualificato      | non qualificato      | non qualificato | non qualificato | non qualificato |
| Alaaeldin Abouelkassem Tarek Ayad Mohamed Essam | Fioretto a squadre   | N.D.                 | N.D.                       | N.D.                     | Stati Uniti d'America (USA) V (37-45) | non qualificato      | non qualificato      | non qualificato |                 |                 |
| Mohamed Amar                                    | Sciabola individuale | Bye                  | Gu (KOR) V (9-15)          | non qualificato          | non qualificato                       | non qualificato      | non qualificato      | non qualificato |                 |                 |

Femminile
| Atleta        | Evento               | Trentaduesimi          | Sedicesimi              | Ottavi di finale     | Quarti di finale     | Semifinali           | Finale               | Pos.            |
| Atleta        | Evento               | Avversario Risultato   | Avversario Risultato    | Avversario Risultato | Avversario Risultato | Avversario Risultato | Avversario Risultato | Pos.            |
| ------------- | -------------------- | ---------------------- | ----------------------- | -------------------- | -------------------- | -------------------- | -------------------- | --------------- |
| Noura Mohamed | Fioretto individuale | Bye                    | Boubakri (TUN) P (4-15) | non qualificato      | non qualificato      | non qualificato      | non qualificato      | non qualificato |
| Mohamed Amar  | Sciabola individuale | Benítez (VEN) P(11-15) | non qualificato         | non qualificato      | non qualificato      | non qualificato      | non qualificato      | non qualificato |

### Sollevamento pesi
Maschile
| Atleta            | Evento  | Strappo   | Strappo    | Slancio   | Slancio    | Totale | Classifica |
| Atleta            | Evento  | Risultato | Classifica | Risultato | Classifica | Totale | Classifica |
| ----------------- | ------- | --------- | ---------- | --------- | ---------- | ------ | ---------- |
| Ahmed Saad        | -62 kg  | 133 kg    | 5º         | 161 kg    | 7º         | 294 kg | 5º         |
| Ahmed Saad        | -77 kg  | 165 kg    | 4º         | 196 kg    | 3º         | 361 kg | Bronzo     |
| Ibrahim Abdelbaki | -77 kg  | 152 kg    | 9º         | 186 kg    | 9º         | 338 kg | 9º         |
| Ragab Abdelhay    | -94 kg  | 174 kg    | 5º         | 113 kg    | 5º         | 387 kg | 5º         |
| Gaber Mohamed     | -105 kg | 173 kg    | 12º        | 204 kg    | 12º        | 377 kg | 12º        |
| Ragab Abdelhay    | +105 kg | 190 kg    | 10º        | —         | —          | DNF    | —          |

Femminile
| Atleta         | Evento | Strappo   | Strappo    | Slancio   | Slancio    | Totale | Classifica |
| Atleta         | Evento | Risultato | Classifica | Risultato | Classifica | Totale | Classifica |
| -------------- | ------ | --------- | ---------- | --------- | ---------- | ------ | ---------- |
| Esraa El-Sayed | -63 kg | 100 kg    | 5º         | 116 kg    | 8º         | 216 kg | 7º         |
| Sara Samir     | -69 kg | 112 kg    | 4º         | 143 kg    | 3º         | 255 kg | Bronzo     |
| Shaimaa Khalaf | +75 kg | 117 kg    | 7º         | 161 kg    | 3º         | 278 kg | 4º         |

### Taekwondo
Maschile
| Ghofran Zaki | −68 kg | Abu-Ghaush (JOR) P (1-9) | Bye | Bye | Dae-hoon (KOR) P (6-14) | non qualificato | non qualificato | non qualificato | non qualificato | non qualificato | non qualificato | non qualificato |

Femminile
| Atleta           | Evento | Ottavi                | Quarti               | Semifinali           | Ripescaggio          | Med. bronzo          | Finale                | Posizione       |
| Atleta           | Evento | Avversario Risultato  | Avversario Risultato | Avversario Risultato | Avversario Risultato | Avversario Risultato | Avversario Risultato  | Posizione       |
| ---------------- | ------ | --------------------- | -------------------- | -------------------- | -------------------- | -------------------- | --------------------- | --------------- |
| Hedaya Malak     | −57 kg | Patiño (COL) V (13-0) | Hamada (JPN) V (3-0) | Calvo (ESP) (0-1)    | Bye                  | Bye                  | Asemani (BEL) V (1-0) | Bronzo          |
| Seham El-Sawalhy | −67 kg | Gbagbi (CIV) P (3-4)  | non qualificato      | non qualificato      | non qualificato      | non qualificato      | non qualificato       | non qualificato |

### Tennis tavolo
Maschile
| Atleta       | Evento    | Preliminari          | Primo turno            | Secondo turno        | Terzo turno          | Ottavi               | Quarti               | Semifinali           | Ripescaggio          | Med. bronzo          | Finale               | Posizione       |                 |
| Atleta       | Evento    | Avversario Risultato | Avversario Risultato   | Avversario Risultato | Avversario Risultato | Avversario Risultato | Avversario Risultato | Avversario Risultato | Avversario Risultato | Avversario Risultato | Avversario Risultato | Posizione       |                 |
| ------------ | --------- | -------------------- | ---------------------- | -------------------- | -------------------- | -------------------- | -------------------- | -------------------- | -------------------- | -------------------- | -------------------- | --------------- | --------------- |
| Khalid Assar | Singolare | Jianan (CGO) P (3-4) | non qualificato        | non qualificato      | non qualificato      | non qualificato      | non qualificato      | non qualificato      | non qualificato      | non qualificato      | non qualificato      | non qualificato | non qualificato |
| Omar Assar   | Singolare | Bye                  | Afanador (PUR) V (4-2) | Lei (UKR) P (3-4)    | non qualificato      | non qualificato      | non qualificato      | non qualificato      | non qualificato      | non qualificato      | non qualificato      | non qualificato |                 |

Femminile
| Atleta                                             | Evento    | Preliminari           | Primo turno           | Secondo turno        | Terzo turno          | Ottavi               | Quarti               | Semifinali           | Ripescaggio          | Med. bronzo          | Finale               | Posizione       |                 |
| Atleta                                             | Evento    | Avversario Risultato  | Avversario Risultato  | Avversario Risultato | Avversario Risultato | Avversario Risultato | Avversario Risultato | Avversario Risultato | Avversario Risultato | Avversario Risultato | Avversario Risultato | Posizione       |                 |
| -------------------------------------------------- | --------- | --------------------- | --------------------- | -------------------- | -------------------- | -------------------- | -------------------- | -------------------- | -------------------- | -------------------- | -------------------- | --------------- | --------------- |
| Dina Meshref                                       | Singolare | Bye                   | Lovas (HUN) P (0-4)   | non qualificato      | non qualificato      | non qualificato      | non qualificato      | non qualificato      | non qualificato      | non qualificato      | non qualificato      | non qualificato | non qualificato |
| Omar Assar                                         | Singolare | Saidani (TUN) V (4-0) | Komwong (THA) P (1-4) | non qualificato      | non qualificato      | non qualificato      | non qualificato      | non qualificato      | non qualificato      | non qualificato      | non qualificato      | non qualificato |                 |
| Yousra Abdel Razek Nadeen El-Dawlatly Dina Meshref | Squadra   | Bye                   | Bye                   | Bye                  | Bye                  | Singapore P (0-3)    | non qualificato      | non qualificato      | non qualificato      | non qualificato      | non qualificato      | non qualificato | non qualificato |

### Tiro a segno/volo
Maschile
| Atleta             | Evento                           | Qualificazione | Qualificazione | Finale          | Finale          |
| Atleta             | Evento                           | Punteggio      | Classifica     | Punteggio       | Classifica      |
| ------------------ | -------------------------------- | -------------- | -------------- | --------------- | --------------- |
| Ahmed Darwish      | Carabina 50 metri a terra        | 615.0          | 44º            | non qualificato | non qualificato |
| Franco Donato      | Skeet                            | 115            | 28º            | non qualificato | non qualificato |
| Azmy Mehelba       | Skeet                            | 120            | 11º            | non qualificato | non qualificato |
| Ahmed Kamar        | Trap                             | 119            | 4º Q           | 12 (+2)         | 5º              |
| Abdel-Aziz Mehelba | Trap                             | 112            | 24º            | non qualificato | non qualificato |
| Ahmed Mohamed      | Pistola 10 metri                 | 564            | 45º            | non qualificato | non qualificato |
| Samy Abdel Razek   | Pistola 10 metri                 | 574            | 30º            | non qualificato | non qualificato |
| Samy Abdel Razek   | Pistola 50 metri                 | 534            | 37º            | non qualificato | non qualificato |
| Ahmed Shaban       | Pistola 25 metri automatica      | 562            | 23º            | non qualificato | non qualificato |
| Hamada Talat       | Carabina 10 metri aria compressa | 618.2          | 38º            | non qualificato | non qualificato |
| Hamada Talat       | Carabina 50 metri 3 posizioni    | 1151           | 41º            | non qualificato | non qualificato |

Femminile
| Atleta         | Evento                           | Qualificazione | Qualificazione | Finale          | Finale          |
| Atleta         | Evento                           | Punteggio      | Classifica     | Punteggio       | Classifica      |
| -------------- | -------------------------------- | -------------- | -------------- | --------------- | --------------- |
| Shimaa Hashad  | Carabina 10 metri aria compressa | 413.2          | 27º            | non qualificato | non qualificato |
| Hadir Mekhimar | Carabina 10 metri aria compressa | 401.3          | 49º            | non qualificato | non qualificato |
| Shimaa Hashad  | Pistola 10 metri aria compressa  | 386 Q          | 5º             | 137.1           | 5º              |
| Shimaa Hashad  | Pistola 25 metri                 | 573            | 25º            | non qualificato | non qualificato |

### Tiro con l'arco
| Atleta        | Evento                | Ranking round | Ranking round | 32imi                          | 16imi                | Ottavi               | Quarti               | Semifinale           | Finale / BM          | Finale / BM     |
| Atleta        | Evento                | Punteggio     | Posizione     | Opposition Punteggio           | Opposition Punteggio | Opposition Punteggio | Opposition Punteggio | Opposition Punteggio | Opposition Punteggio | Classifica      |
| ------------- | --------------------- | ------------- | ------------- | ------------------------------ | -------------------- | -------------------- | -------------------- | -------------------- | -------------------- | --------------- |
| Ahmed El-Nemr | Individuale maschile  | 644           | 51            | T. Worth (CAN) (18) P 0-6      | non qualificato      | non qualificato      | non qualificato      | non qualificato      | non qualificato      | non qualificato |
| Reem Mansour  | Individuale femminile | 596           | 56            | Lin Shih-chia (CAN) (18) P 0-6 | non qualificata      | non qualificata      | non qualificata      | non qualificata      | non qualificata      | non qualificata |

### Tuffi
Maschile
| Atleta         | Evento          | Preliminari | Preliminari | Semifinale      | Semifinale      | Finale          | Finale          |
| Atleta         | Evento          | Punti       | Classifica  | Punti           | Classifica      | Punti           | Classifica      |
| -------------- | --------------- | ----------- | ----------- | --------------- | --------------- | --------------- | --------------- |
| Youssef Ezzat  | Trampolino 3 m  | 360.95      | 25º         | non qualificato | non qualificato | non qualificato | non qualificato |
| Mohab El-Kordy | Piattaforma 10m | 305.50      | 28º         | non qualificato | non qualificato | non qualificato | non qualificato |

Femminile
| Atleta     | Evento          | Preliminari | Preliminari | Semifinale      | Semifinale      | Finale          | Finale          |
| Atleta     | Evento          | Punti       | Classifica  | Punti           | Classifica      | Punti           | Classifica      |
| ---------- | --------------- | ----------- | ----------- | --------------- | --------------- | --------------- | --------------- |
| Maha Amer  | Trampolino 3 m  | 238.55      | 28º         | non qualificata | non qualificata | non qualificata | non qualificata |
| Maha Gouda | Piattaforma 10m | 276.15      | 24º         | non qualificata | non qualificata | non qualificata | non qualificata |

### Vela
Maschile
| Atleta           | Evento | Regata | Regata | Regata | Regata | Regata | Regata | Regata | Regata | Regata | Regata | Regata | Regata | Regata | Punteggio Totale | Punteggio Netto | Classifica |
| Atleta           | Evento | 1      | 2      | 3      | 4      | 5      | 6      | 7      | 8      | 9      | 10     | 11     | 12     | M      | Punteggio Totale | Punteggio Netto | Classifica |
| ---------------- | ------ | ------ | ------ | ------ | ------ | ------ | ------ | ------ | ------ | ------ | ------ | ------ | ------ | ------ | ---------------- | --------------- | ---------- |
| Francesco Marrai | Laser  | 36     | 22     | 44     | 41     | 41     | 41     | 42     | 40     | 45     | 42     | N.D.   | N.D.   | N.D.   | 437              | 302             | 43°        |